# Mr. Bean (personaj)
Mr. Bean este un personaj care apare în serialele Mr. Bean și Mr. Bean: Seria animată și în filmele Vacanța lui Mr. Bean și Bean - O comedie dezastru. Personajul este creat și jucat de către Rowan Atkinson.